# 벙어리 삼룡이
《벙어리 삼룡이》는 나도향의 단편소설 가운데 하나이다. 
- 1925년 7월 《여명(黎明)》 창간호에 처음 발표되었다.
- 이 작품은 신분주의와 돈이 지배하는 세상에서 벙어리라는 결정적 약점을 지닌 삼룡이가 상전 아씨에게 연모의 정을 품으면서 어쩔 수 없이 반항으로 전환되는 갈등을 겪는 이야기를 다룬다.
- 나운규 감독이 1929년에 영화화했고, 1964년에는 신상옥 감독이 이 소설을 원작으로 하여 영화화했다.
- 총 두편의 영화가 제작되었다.

## 줄거리
남대문 밖 연화봉 마을에는 인심이 후해서 사람들의 존경을 받고 세력도 있는 오 생원(吳生員)이라는 사람이 살고 있었다. 오 생원(吳生員)의 집에는 삼룡(三龍)이라는 벙어리 하인이 있었는데, 볼품없는 외모에 흉한 걸음을 걷는 그는 마음이 진실하고 충성스러우며 부지런해서 주인의 사랑을 받고 있었다. 한편, 버릇이 없고 성격이 고약한 망나니 주인 아들은 삼룡이를 괴롭히지만 삼룡이는 언제나 참는다.
오 생원(吳生員) 아들은 정숙한 처녀에게 장가를 들었지만 매사에 훌륭한 아내와 비교되자 열등감에 사로잡혀 아내를 괴롭히고 학대한다. 삼룡이는 그것을 안타까워 하다가 나중엔 연정을 품게 된다. 어느 날 술에 취해 얻어 맞고 길거리에 누워 있는 작은 주인을 업어다 누이는 것을 본 새아씨가 삼룡이에게 비단 부시 쌈지를 만들어 준다. 이것을 오해한 주인 아들에게 심하게 맞고 안방 출입이 금지된다. 동네 사람들은 삼룡이와 오 생원의 며느리가 정을 통한 줄 알고, 수군수군 거린다. 그러던 중 계집종으로부터 새아씨가 죽어간다는 말을 듣고 걱정 끝에 그 방에 들어갔지만 자살하려던 새아씨를 말리던 삼룡이는 결국 오해를 받고 그 집에서 쫓겨 난다.
그날 밤, 오생원의 집에 원인을 알 수 없는 불이 난다. 삼룡은 불길 속에서 오생원을 구해내고, 다시 불길로 들어가 살려달라는 오생원 아들을 뿌리치고 타 죽을 작정으로 불속에 누워 있는 새아씨를 찾아내어 안고 밖으로 나오려 했으나 불길때문에 나올 길이 없어지자 지붕위로 올라간다. 삼룡이는 자기의 목숨이 다한 줄 알았을 때 새아씨를 무릎에 눕힌다. 집은 모조리 타고 그의 무릎 위에는 새색시가 누워 있었고 그의 울분은 불과 함께 사라졌는지 그의 입가에는 평화롭고 행복한 웃음이 엷게 나타나 있다.

## 등장 인물
- 삼룡(三龍) : 23세의 노총각. 말 못하는 벙어리에 얼굴이 얽고 목이 짧은 두꺼비상을 한 추남이지만, 성실하고 심성이 곱다. 새아씨를 연민하다가 짝사랑하게 된다.
- 오 생원(吳生員) : 마을 주민에게 존경받지만 자식을 잘못 키웠다는 아픔을 지닌 인물이다.
- 오 생원의 아들(광식) : 17세. 포악한 성격의 망나니. 새아씨와 삼룡이를 비인간적으로 대하고 괴롭히는 인물이다.
- 새아씨 : 19세. 몰락한 양반의 무남독녀로 돈에 팔려 시집 와서 남편에게 학대를 받는 인물이다.

## 특징
- 배경 : 일제강점기
- 공간 : 남대문 밖 연화봉 마을
- 시점 : 서두에 ‘나’라는 관찰자가 등장하는 1인칭 관찰자 시점에서 3인칭 전지적 작가 시점으로 바뀐다.

## 같이 보기
- 벙어리 삼룡 - 신상옥 감독의 1964년 영화
- 벙어리 삼룡 - 나운규 감독의 1929년  영화
- 벙어리 삼룡이 - 1983년 KBS TV문학관